# Mios
Mios är en medicinsk term för pupillförträngning. Motsatsen är mydriasis. Läkemedel som inducerar mios tillhör gruppen miotika (sing. miotikum).